# Lachisz (rzeka)
Lachisz (hebr. ‏נחל לכיש‎) – rzeka w Izraelu, posiadająca źródła w Judei, a wpływająca do Morza Śródziemnego koło miasta Aszdod w Izraelu.
Jej długość wynosi około 70 km, a powierzchnia dorzecza 1020 km². Znana również pod arabskimi nazwami: Wadi Kabiba (w górnym biegu) i Wadi Sukhrir (w pobliżu ujścia).